# 羽場站 (岐阜縣)
羽場站（日语：／ Haba eki */?）是一個位於日本岐阜縣各務原市鵜沼羽場町六丁目，屬於名古屋鐵道各務原線的鐵路車站。車站編號是KG02。

## 車站構造
可停靠6節編組的2面2線對向式月台的地面車站。無人站，在月台的下行方端出入。
| 月台 | 路線     | 方向 | 目的地     |
| ---- | -------- | ---- | ---------- |
| 1    | 各務原線 | 下行 | 犬山方向   |
| 2    | 各務原線 | 上行 | 往名鐵岐阜 |

### 配線圖
| ← 三柿野、 岐阜方向 | 羽場站 構內配線略圖 | → 新鵜沼、 名古屋方向 |
| 图例 参考文献：     |                     |                       |

## 相鄰車站
名古屋鐵道
 各務原線
□μ-SKY、□快速急行、■急行
通過
■普通
苎瀨（KG03）－羽場（KG02）－鵜沼宿（KG01）

## 外部連結
- 羽場 - 名古屋鐵道